# Vorona (sit SCI)
Vorona este un sit de importanță comunitară (SCI) desemnat în scopul protejării biodiversității și menținerii într-o stare de conservare favorabilă a florei spontane și faunei sălbatice, precum și a habitatelor naturale de interes comunitar aflate în arealul zonei protejate. Acesta este situat în nordul Moldovei (în partea estică a Podișului Sucevei), pe teritoriul județului Botoșani.

## Localizare
Aria naturală se află în extremitatea sud-vestică a județului Botoșani (aproape de limita teritorială cu județul Suceava, pe teritoriul administrativ al comunei Vorona (în nord-estul satului Vorona-Teodoru) și este străbătută de drumul județean DJ208H, care leagă localitatea Poiana de Oneaga.

## Descriere
Zona a fost declarată sit de importanță comunitară prin Ordinul Ministerului Mediului și Dezvoltării Durabile Nr.1964 din 13 decembrie 2007 (privind instituirea regimului de arie naturală protejată a siturilor de importanță comunitară, ca parte integrantă a rețelei ecologice europene Natura 2000 în România) și se întinde pe o suprafață de 381 hectare.
Situl reprezintă o zonă naturală (păduri de foioase, pajiști, terenuri arabile) încadrată în bioregiunea continentală a nord-vestului Podișului Moldovenesc); ce conservă un habitat  natural de tip: Păduri dacice de stejar și carpen și protejază specii importante (eurasiatice, europene și circumpolare; alpino-carpatice, alpino-boreale și atlantice; dacice și balcanice) din flora Moldovei.

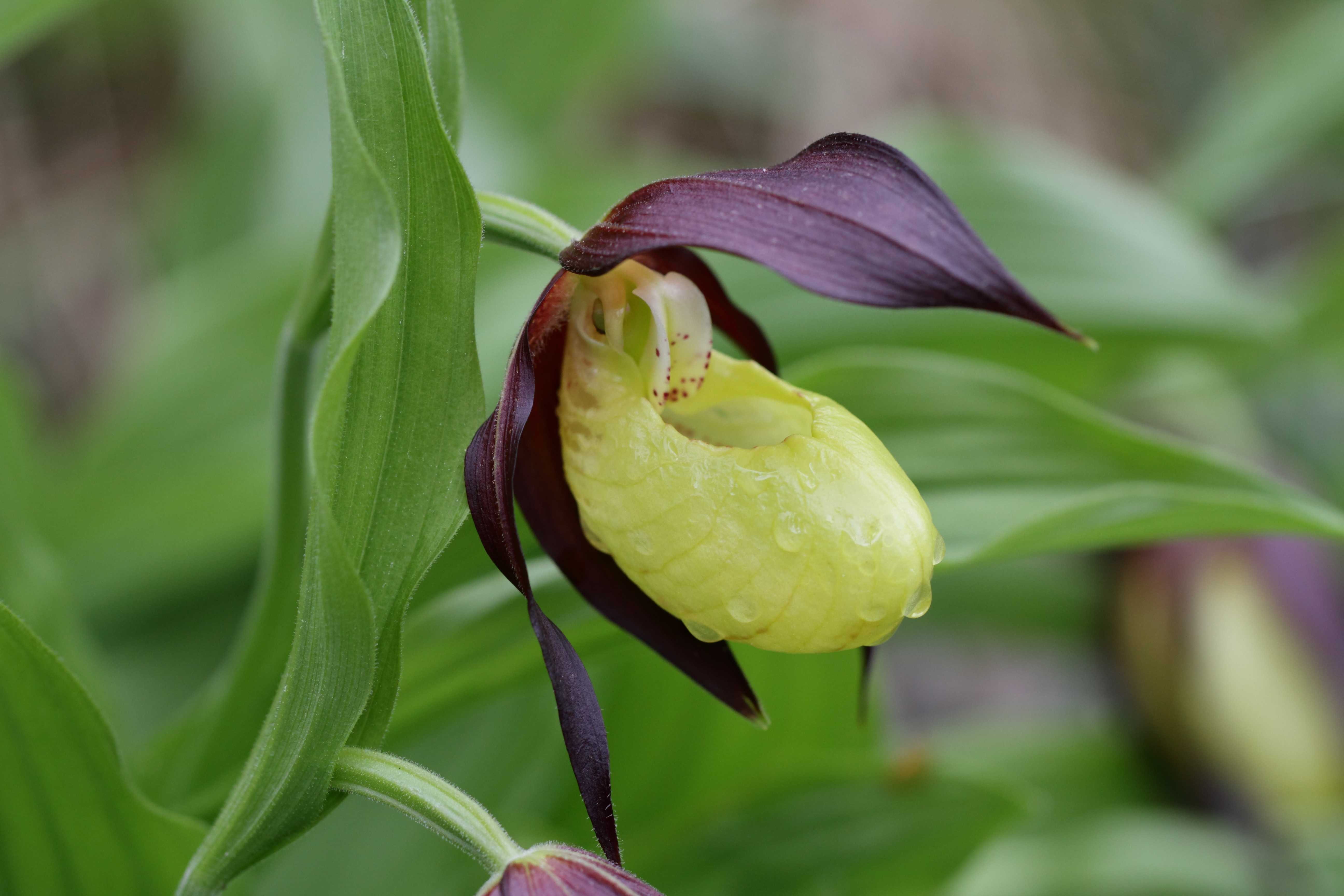
Papucul doamnei (Cypripedium calceolus)

La baza desemnării sitului se află specia floristică enumerată în anexa I-a a Directivei Consiliului European 92/43/CE din 21 mai 1992 (privind conservarea habitatelor naturale și a speciilor de faună și floră sălbatică): papucul doamnei (Cypripedium calceolus) care vegetează alături de: gușa porumbelului (Silene vulgaris), gențiană (Gentianella ciliata), brustur-negru (Symphytum cordatum), breabăn (Cardamine glanduligera), lumânărica pământului (Gentianella asclepiadea), sor-cu-frate (Melampyrum bihariense), o orhidee din specia Cephalanthera longifolia sau Mâna Maicii Domnului (Dactylorhiza maculata).

## Căi de acces
- Drumul județean DJ208C pe ruta: Botoșani - Orășeni-Deal, înainte de intrare în Vorona se urmează (stânga) drumul județean DJ208H spre Mănăstirea Vorona.

## Monumente și atracții turistice
În vecinătatea sitului se află câteva obiective de interes istoric, cultural și turistic (lăcașuri de cult, situri arheologice, arii naturale protejate); astfel:

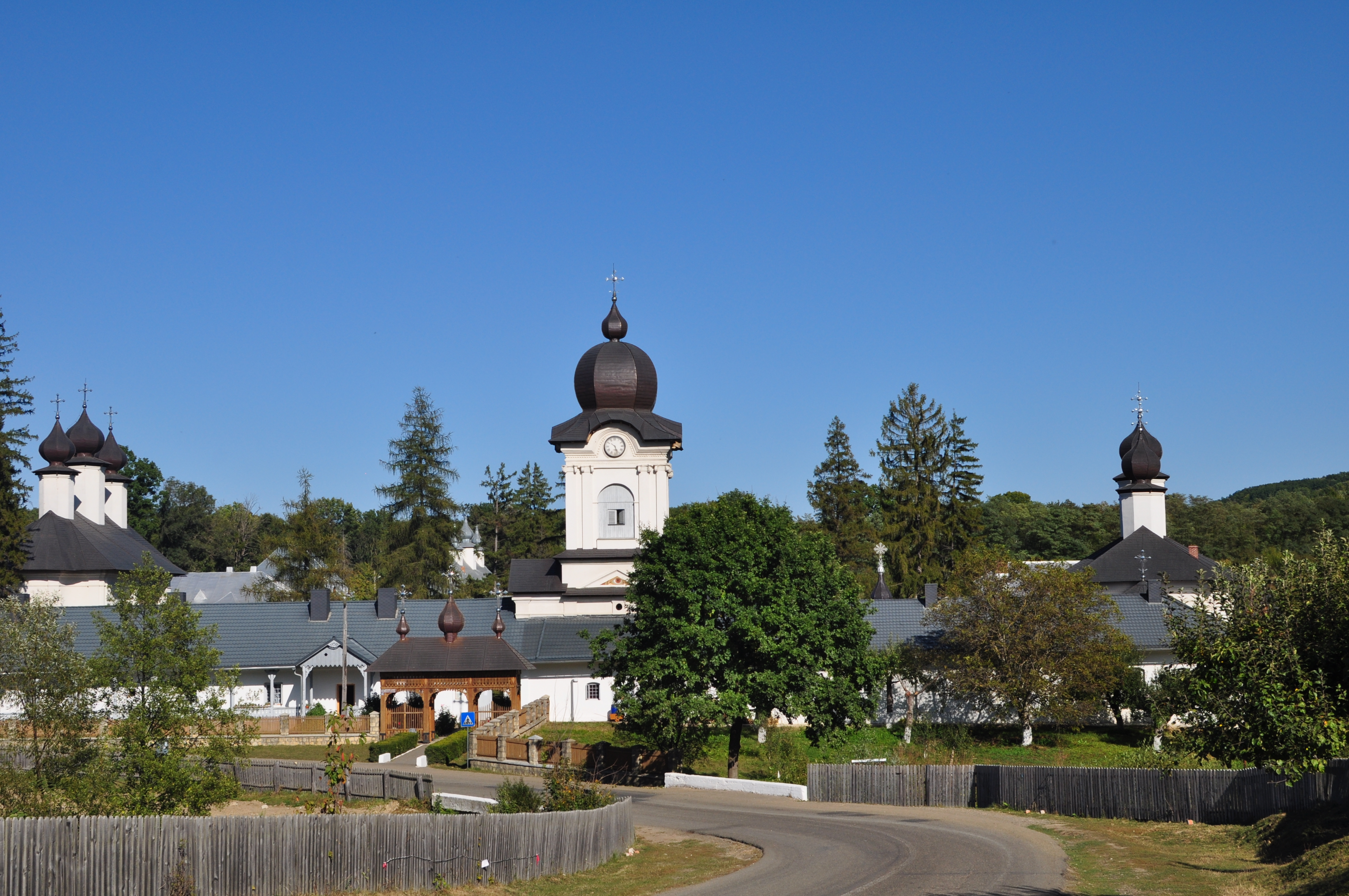
Mănăstirea Vorona

- Mănăstirea "Nașterea Maicii Domnului" - Vorona (biserică, stăreție, chilii, turn-clopotniță, anexe), construcție 1793, monument istoric[10].
- Biserica "Adormirea Maicii Domnului" construită (1793-1803) din zid de cărămidă, cu absida răsăriteană semicirculară și cu absidele laterale semicirculare în interior; catapeteasmă sculptată în lemn de tisă și pictată în stil neoclasic.
- Biserica "Nașterea Maicii Domnului" pictată în perioada 1869-1870 de schimonahul Vladimir Machedon.
- Biserica "Sf. Ierarh Nicolae" pictată în stil neoclasic de aceelași zugrav.
- Mănăstirea Sihăstria Voronei (Biserica "Buna Vestire" și chilii). Biserica a fost construită începând cu anul 1858 și sfințită la 25 martie 1861 de către arhiereul Chesarie Răzmeriță "Sinadon", locțiitor de mitropolit al Moldovei (1860-1863).
- Situl arheologic (punct "Dealul Holban") de la Vorona Mare (Eneolitic, cultura Cucuteni).
- Aria protejată Pădurea Tudora, rezervația naturală de tip forestier (117,60 ha), în al cărei perimetru vegetează arborele de tisă (Taxus baccata), specie declarată monument al naturii[11].